# Стронак (Мічиган)
Стронак (англ. Stronach) — переписна місцевість (CDP) в США, в окрузі Меністі штату Мічиган. Населення — 170 осіб (2020).

## Географія
Стронак розташований за координатами 44°12′47″ пн. ш. 86°16′23″ зх. д. / 44.21306° пн. ш. 86.27306° зх. д. (44.213135, -86.273107).  За даними Бюро перепису населення США в 2010 році переписна місцевість мала площу 0,90 км², уся площа — суходіл.

## Демографія
Згідно з переписом 2010 року, у переписній місцевості мешкали 162 особи в 65 домогосподарствах у складі 45 родин. Густота населення становила 180 осіб/км².  Було 74 помешкання (82/км²).
Расовий склад населення:
| - 98,8 % — білих |

До двох чи більше рас належало 1,2 %. Частка іспаномовних становила 1,9 % від усіх жителів.
За віковим діапазоном населення розподілялося таким чином: 26,5 % — особи молодші 18 років, 58,7 % — особи у віці 18—64 років, 14,8 % — особи у віці 65 років та старші. Медіана віку мешканця становила 39,0 року. На 100 осіб жіночої статі у переписній місцевості припадало 90,6 чоловіків;  на 100 жінок у віці від 18 років та старших — 98,3 чоловіків також старших 18 років.
Середній дохід на одне домашнє господарство  становив 42 662 долари США (медіана — 33 906), а середній дохід на одну сім'ю — 42 822 долари (медіана — 35 000). За межею бідності перебувало 22,1 % осіб, у тому числі 22,0 % дітей у віці до 18 років та 0,0 % осіб у віці 65 років та старших.
Цивільне працевлаштоване населення становило 97 осіб. Основні галузі зайнятості: мистецтво, розваги та відпочинок — 25,8 %, освіта, охорона здоров'я та соціальна допомога — 22,7 %, виробництво — 17,5 %, науковці, спеціалісти, менеджери — 16,5 %.